# Сутяжництво
Сутяжництво (кверулянство) — заняття позовами з корисливих міркувань, пристрасть до позовів. Кверулянство (від лат. querulus — «той, що скаржиться») — те саме, що сутяжництво. Кверулянт (лат.) — сутяга; той, що несправедливо скаржиться. З семантичної точки зору слово «сутяга» означає назву особи (адвоката чи іншої людини) за її соціальними вадами і дає оцінку вказаної вади. Сутяжництво, яке може набувати різних форм, є найбільш поширеним видом зловживання правом на звернення до суду за судовим захистом в адміністративному судочинстві.
Кверулянська поведінка повинна відрізнятись (диференціюватись) від нав'язливого прагнення до справедливості стосовно великої несправедливості або пропорційного, обґрунтованого прагнення до справедливості стосовно незначних невдоволень чи приводів.

## Поняття в судових справах
У таких випадках особа звертається до суду, наприклад, внаслідок бажання помститися посадовцю за ухвалені проти неї управлінські рішення, вчинені дії на виконання владних повноважень. Особа може протиставляти себе державному апарату та позиціонуватися борцем за справедливість, правдолюбом. Сюди належать випадки зловживання правом на позов з метою використання судової системи в якості майданчика для боротьби зі своїми політичними опонентами, або для популяризації власної персони та засобу трансляції власних поглядів у тих чи інших сферах суспільного життя. Це зловживання процесуальним правом як дій, що суперечать легітимній меті процесуального права, яким зловживає особа, а також меті адміністративного судочинства.
Європейський суд допускає у виняткових випадках можливість обмеженого доступу до суду приватних осіб, наприклад, для психічно хворих під час лікування; для осіб, схильних до сутяжництва. При цьому будь-яке обмеження права доступу до суду повинно переслідувати певну мету, а також розумно відповідати цій меті.
В Україні реалізація мовного законодавства не позбавлена впливу деяких неюридичних факторів: певної політичної кон'юнктури, проявів сутяжництва, бажання затягнути слідство та ін.
Законодавство ряду європейських країн і США передбачає різноманітні механізми запобіганню сутяжництву в судовій практиці особам, які подають до суду безпідставні позови, зловживаючи своїм правом на судовий захист. Це реалізовано шляхом встановлення штрафних санкцій для осіб, які зловживають своїм правом на звернення до суду, або заборон на подання безпідставних позовів до суду. У цивільному процесуальному законодавстві Німеччини ця концепція розроблена досить ґрунтовно. Основою механізму протидії зловживанню правом на позов є загальні межі реалізації суб'єктивних прав, зумовлені принципом добросовісності (§ 242 ЦК Німеччини), а також категорія інтересу в судовому захисті, що вважається загальною передумовою реалізації права на позов. Цивільно-процесуальним законодавством Німеччини встановлено заходи юридичної відповідальності за зловживання правом на позов, до яких належать: відхилення позову (в деяких випадках відмова в задоволенні позову); компенсаційний збір і покладення судових витрат на особу, яка зловживає правом; відшкодування шкоди, яка заподіяна відповідачу.

### Приклади явно сутяжницьких заяв і заяв, що не переслідують якої-небудь реальної мети
- Заявник зловживає правом на подачу скарги, якщо він неодноразово подає до Суду явно сутяжницькі і явно необґрунтовані заяви, аналогічні заявам, які він уже подавав раніше і які вже були визнані неприйнятними (M. v. the United Kingdom (dec.)[прим. 1] і Philis v. Greece (dec.)[прим. 2]).
- Суд може також визнати, що мало місце зловживання правом на подання скарги, якщо заява явно не переслідує ніякої реальної мети та/або стосується дрібних грошових сум.[12]

У справі Bock v. Germany (dec.) заявник скаржився на надмірну тривалість цивільного судочинства в зв'язку з вимогою відшкодування йому вартості харчової добавки, прописаної його лікарем, а саме 7,99 євро. Суд зазначив, що він перевантажений величезною кількістю заяв, що стосуються серйозних питань прав людини, і відзначив непропорційність між тривіальністю фактів та використанням системи захисту, створеної відповідно до Конвенції, з урахуванням малого розміру суми, про яку йде мова (у тому числі в порівнянні з заробітною платою заявника), а також той факт, що розгляд стосовний не фармацевтичного препарату, а харчової добавки. Суд також зазначив, що подібні позови призводять до перевантаженості національних судів, і, таким чином, є однією з причин надмірної тривалості судового розгляду. Заява була відхилена через зловживання правом на подачу скарги.

## В психіатрії
В психіатрії кверулянтська поведінка, що має вигляд безпричинної тривоги, гніву, страху — може бути свідченням душевної хвороби.
Концепція до 2004 року зникла з психіатричної літератури; значною мірою через те, що існує ймовірність неправильного використання при стигматизації поведінки людей, які прагнуть вирішити дійсні скарги. Тому поняття з'являється в МКХ-10 під його латинською назвою «Paranoia querulans» (параноя кверулянська) у підрозділі «F22.8 „Інші постійні маячні розлади“» розділу «F22 „Постійні маячні розлади“» з блоку «F20-F29 „Шизофренія, шизотипові та маячні розлади“».
Маячення кверулянства (сутяжництва) — надцінні психопатологічні захоплення, хворобливе привласнення місії боротьби з перебільшеними неіснуючими або уявними недоліками або ж за свої або чужі нібито зневажені права і гідність; непохитна ідея боротьби за відновлення спаплюженої справедливості, зокрема, захисту
порушених прав хворого; непереборна схильність відстоювати порушені, на думку хворого інтереси, права. Хворі переконані в неуважному, несправедливому чи недоброзичливому ставленні до них, конфліктують, присвячують себе викриттю, витрачають на це багато сил, часу, а часом і всі свої матеріальні засоби, скаржаться в різні інстанції, включають у марення все більше нових осіб; тематика марення черпається з реальної ситуації: конфлікту із сусідами, виробничих конфліктів, зіткнення з членами родини, розділу майна, різних проявів соціальної несправедливості. Засобами тут виступають скарги, заяви, позови, і т. ін. Це може бути змістом надцінних ідей.
Маячення обвинувачення (засудження) — хворий переконаний, що його засуджують і переслідують навколишні особи, які помилково або навмисне звинувачують його в скоєнні непорядних вчинків чи злочинів, до яких він насправді не має ніякого відношення, або перебільшують його реальні вчинки в минулому. Марення переслідування часто супроводжується сутяжництвом або агресивністю відносно осіб, які, на думку хворого, заподіюють йому шкоду.
Монотематичне сутяжне маячення, як правило, відноситься до експансивного домінування ідеї. Кверулянські тенденції найчастіше виявляються у психопатичних особистостей, які мають схильність до утворення надцінних ідей. Кверулянтська активність зберігається кілька років, і в міру вирішення конфліктної ситуації знижується, але іноді спостерігаються її рецидиви. Кверулянтна форма параної належить до групи хронічних маячних розладів і, як правило, захворювання починається в середньому віці.
При ураженні базальних відділів скроневих часток мозку розвиваються розгальмованість інстинктів, агресивність, сповільнення мислення і моторики, недовіра, схильність до сутяжництва.

## Згадки про соціальне сутяжництво в поезії
У віршах Данила Братковського об'єктом сатиричного змалювання насамперед постає шляхта. Шевчук Валерій Олександрович назвав його книгу «Світ…» гарячими зверненням-маніфестом до тодішньої шляхти, в якому «поет кидає тій шляхті сміливе звинувачення і піддає гострій критиці…» Данило Братковський критикує гріх у всіх його проявах: підкупності, продажності, сутяжництві, а від того у творах наявне пошанування лише «Калити» і «Міха», образи яких у структурі сатиричних віршів «Депутатська елекція», «Хміль на сеймику», «Про сеймик», «Забавний суд», «Справа щодо двору», «Пиво у Варшаві», «Гроші у пияків», «Одміна людям від хмелю буде» персоніфікуються та виступають ідейно організуючими.
|                                  | (про пекло:) Сутяга толкував укази, І що то значить наш Статут; Розказував свої прокази, На світі, що робив цей плут... . |
| — писав Котляревський в "Енеїді" | |